# ユーロテック
株式会社ユーロテック（ゆうろってく、EUROTEC LIMITED）は、東京都町田市に本社を置く金属加工機械を販売する企業である。

## 沿革
- 1990年 - 株式会社ユーロテック設立。
- 2000年 - 株式会社ユーロテック21ドットコムを設立。
- 2007年 - EUROTEC FASTENERS INC.を米国に設立。
- 2007年 - (株)ユーロテックと(株)ユーロテック21ドットコムを合併し、社名を(株)ユーロテックとする。

## 事業所
- 東北営業所（宮城県仙台市）
- 西日本営業所（広島県東広島市）